# Litificazione

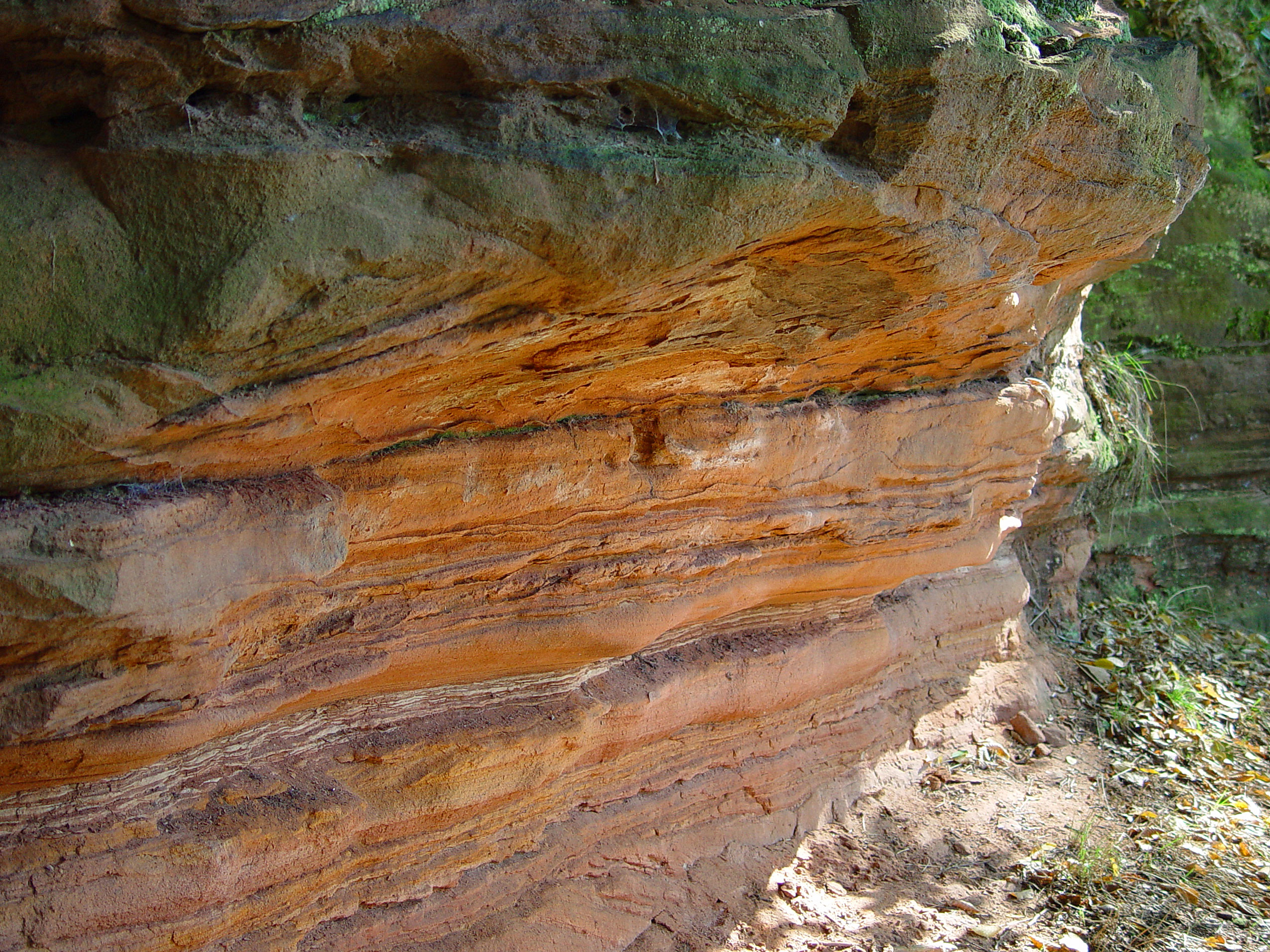
Arenaria (coerente)

La litificazione è la trasformazione di un sedimento incoerente (disgregabile per immersione in acqua) in una roccia sedimentaria coerente (non disgregabile per immersione in acqua). Il termine indica l'insieme di tutti quei fenomeni che interessano il sedimento, a partire dalla sua deposizione e che conducono, per l'appunto, alla litificazione.

## Meccanismi genetici
La litificazione avviene con azioni meccaniche (Costipamento) e con azioni chimiche (Cementazione)

### Azioni meccaniche
Le azioni meccaniche consistono nel costipamento, ossia nella riduzione degli spazi vuoti (i cosiddetti pori), occupati da acqua o aria, con conseguente espulsione dell'acqua interstiziale e quindi vistosa riduzione del volume. Alla riduzione del volume segue la cementazione, ossia la precipitazione di materiale che lega la matrice granulare (in genere silice o  carbonato di calcio).
La riduzione di volume dipende dalla granulometria, ossia dalle dimensioni delle singole particelle. La riduzione è massima per i sedimenti più fini. Nel caso in cui un deposito sia costituito da granuli di dimensioni diverse, i granuli più fini possono ricristallizzare, almeno in parte, e saldarsi fra loro formando una matrice che agirà da legante per i granuli più grossolani.

### Azioni chimiche
Le reazioni chimiche, favorite dalla circolazione di acque interstiziali, sono di vario tipo e determinano la cementazione del sedimento, con ulteriore diminuzione della sua porosità. Fra i tipi di reazioni chimiche:
- precipitazione chimica di nuovi minerali, solitamente costituiti da carbonato di calcio (che vanno ad occupare gli spazi tra i granuli detritici, formando il cemento chimico della roccia);
- dissoluzioni di minerali o di porzioni di roccia instabili e rideposizione dei soluti, spesso con creazione di noduli attornianti  un nucleo di cementazione

## Fasi del processo di litificazione

### Compattazione
I sedimenti sono schiacciati insieme dal peso dei sedimenti sovrastanti su di essi. Se in questa fase vengono inclusi frammenti di roccia preesistenti si ottengono rocce clastiche (o bioclastiche in caso di frammenti di materiale organico).

### Cementificazione
I fluidi depositano ioni per creare cemento che indurisce i sedimenti sciolti. I fluidi riempiono gli spazi tra le particelle sciolte dei sedimenti e cristallizzano per creare una roccia per cementazione.